# Kanadas Grand Prix 1995

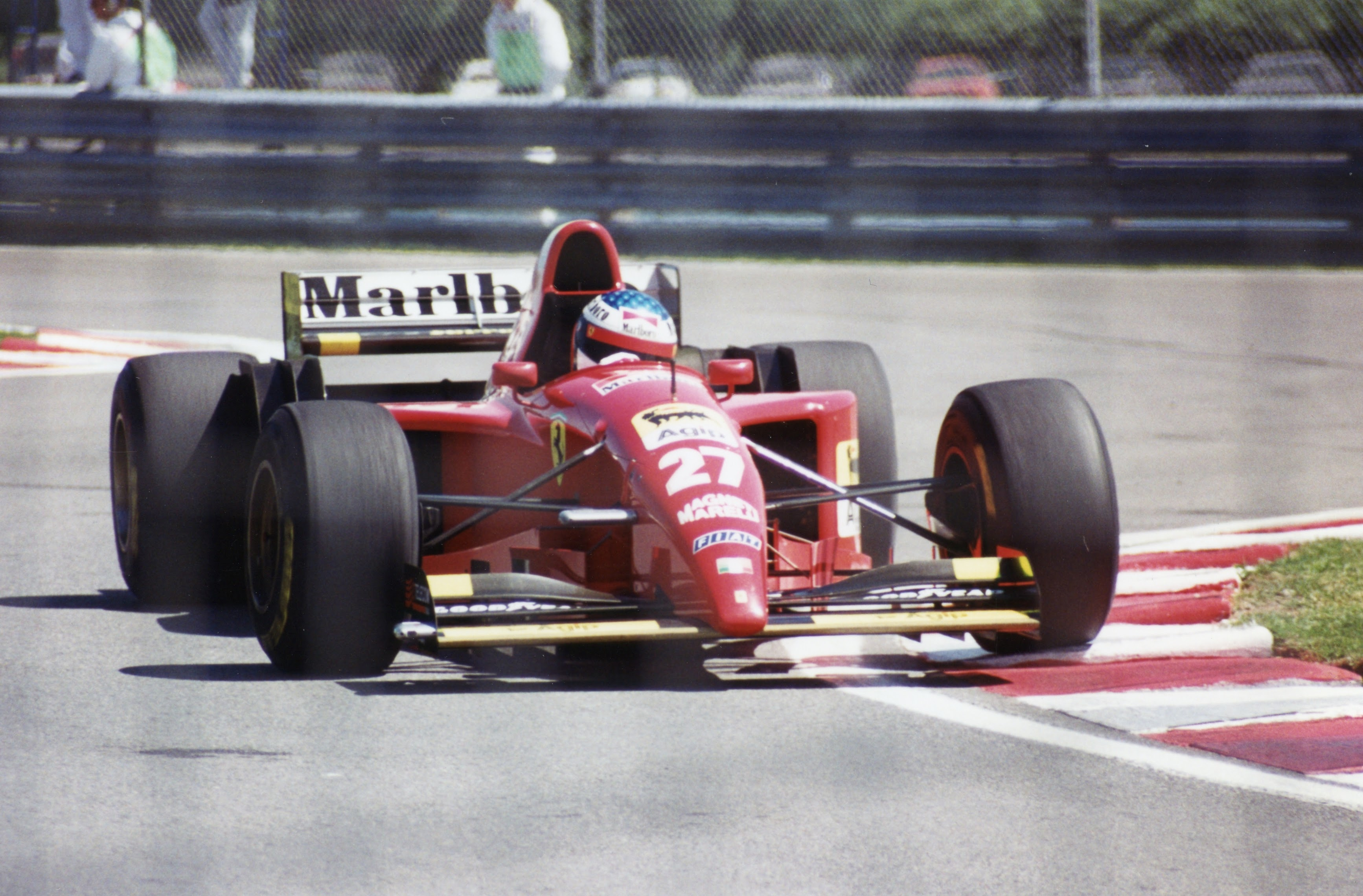
Jean Alesi tog sin enda seger i Kanada 1995.

Kanadas Grand Prix 1995, officiellt XXXIII Grand Prix Molson du Canada, var ett Formel 1-lopp som kördes 11 juni 1995 på Circuit Gilles Villeneuve i Montréal i Kanada. Loppet var det nionde av sammanlagt arton deltävlingar ingående i Formel 1-säsongen 1995 och kördes över 69 varv.

## Resultat
1. Jean Alesi, Ferrari, 10 poäng
2. Rubens Barrichello, Jordan-Peugeot, 6
3. Eddie Irvine, Jordan-Peugeot, 4
4. Olivier Panis, Ligier-Mugen Honda, 3
5. Michael Schumacher, Benetton-Renault, 2
6. Gianni Morbidelli, Footwork-Hart, 1
7. Mika Salo, Tyrrell-Yamaha
8. Luca Badoer, Minardi-Ford
9. Taki Inoue, Footwork-Hart
10. Martin Brundle, Ligier-Mugen Honda (varv 61, kollision)
11. Gerhard Berger, Ferrari (61, kollision)

### Förare som bröt loppet
- Pierluigi Martini, Minardi-Ford (varv 60, gasspjäll)
- Roberto Moreno, Forti-Ford (54, bränslesystem)
- Damon Hill, Williams-Renault (50, växellåda)
- Mark Blundell, McLaren-Mercedes (47, motor)
- Ukyo Katayama, Tyrrell-Yamaha (42, motor)
- Bertrand Gachot, Pacific-Ilmor (36, batteri)
- Heinz-Harald Frentzen, Sauber-Ford (26, motor)
- Pedro Diniz, Forti-Ford (26, växellåda)
- Jean-Christophe Boullion, Sauber-Ford (19, snurrade av)
- Andrea Montermini, Pacific-Ilmor (5, växellåda)
- David Coulthard, Williams-Renault (1, snurrade av)
- Johnny Herbert, Benetton-Renault (0, kollision)
- Mika Häkkinen, McLaren-Mercedes (0, kollision)